# Спенсер, Эдвард
Эдвард Адамс Спенсер (англ. Edward Adams Spencer; 5 ноября 1881 или 5 ноября 1882, Солфорд — 6 мая 1965, Хаунслоу, Большой Лондон) — британский легкоатлет, бронзовый призёр летних Олимпийских игр 1908 года.
На Играх 1908 года в Лондоне Спенсер соревновался только в ходьбе на 10 миль. Он разделил второе место в полуфинале и занял третью позицию в финале.